# 2008년 9월
| 2008년: 1월 · 2월 · 3월 · 4월 · 5월 · 6월 · 7월 · 8월 · 9월 · 10월 · 11월 · 12월 |

| <          | 2008년 9월  | 2008년 9월 | 2008년 9월 | 2008년 9월 | 2008년 9월 | >          |
| 일         | 월          | 화         | 수         | 목         | 금         | 토         |
|            | 1 8.2 갑진  | 2 3 을사   | 3 4 병오   | 4 5 정미   | 5 6 무신   | 6 7 기유   |
| 7 8 경술   | 8 9 신해    | 9 10 임자  | 10 11 계축 | 11 12 갑인 | 12 13 을묘 | 13 14 병진 |
| 14 15 정사 | 15 16 무오  | 16 17 기미 | 17 18 경신 | 18 19 신유 | 19 20 임술 | 20 21 계해 |
| 21 22 갑자 | 22 23 을축  | 23 24 병인 | 24 25 정묘 | 25 26 무진 | 26 27 기사 | 27 28 경오 |
| 28 29 신미 | 29 9.1 임신 | 30 2 계유  |            |            |            |            |

| - 9월 8일 - 안재환 - 9월 26일 - 폴 뉴먼 편집하기 |

## 2008년9월 30일
- 대한민국 금융위원회는 증시 안정화를 위해 10월 1일부터 주식 공매도를 금지하고, 기업의 자사주 매입한도를 연말까지 기존1%에서 10%로 확대한다고 발표했다.
- 미하일 고르바초프 전 소비에트 연방 대통령이 정계 복귀를 선언했다.

## 2008년9월 28일
- 하일레 게브르셀라시에가 베를린 마라톤 대회에서 2시간3분59초, 세계 신기록으로 우승했다.
- 미국 의회는 행정부가 요청한 7천억달러 규모의 구제금융 법안에 대해 합의안을 도출하여, 29일 하원 표결에 회부하기로 하였다.

## 2008년9월 26일
- 대한민국 국방부는 조선민주주의인민공화국이 남북 군사채널을 통해 오는 9월 30일에 군사 실무회담을 갖자고 제의했다고 밝혔다.
- 대한민국 식품의약품안전청은 멜라민 분유 파동에 따른 식품 안전 검사를 이유로 305개의 중국산 식품에 대해 판매 금지 조치를 내렸다.
- 대한민국 기획재정부는 외국환평형기금을 통해 외환 스와프시장에 최소 100억 달러 이상을 공급하겠다고 밝혔다.
- 유럽축구연맹은 2016년부터 유럽선수권대회 참가국을 24개국으로 늘리는데 합의했다.
- 그룹 동방신기가 2년 만에 한국 정규 4집앨범 Mirotic을 발매했다.

## 2008년9월 25일
- 중국의 3번째 유인우주선인 중국국가항천국(CNSA) 소속의 선저우 7호가 발사되었다.
- 미국 백악관에서 열린 금융위기 사태 해결을 위한 부시 대통령과 매케인, 오바마 후보의 3자 회동이 합의 없이 결렬되었다.

## 2008년9월 24일
- 일본 자민당의 아소 다로 총재가 일본 중의원 본회의에서 실시된 총리 지명선거에서 차기 총리로 공식 지명되었다.
- 마카오에서 한국인 선원 8명을 포함, 17명의 선원과 유리 원료 6천여톤을 싣고 베트남에서 출항, 마산항에 입항할 예정이던 화물선이 조난되는 사고가 발생, 승선한 선원 전원이 실종되었다.

## 2008년9월 23일
- 핀란드 북서부 카우하조키의 한 직업학교에서 23일 총기 난사 사건이 발생하여 범인을 포함하여 11명이 사망했다.

## 2008년9월 21일
- 슬로베니아 총선에서 야당인 사회민주당이 여당인 민주당을 누르고 4년 만에 승리하여, 재집권했다.

## 2008년9월 20일
- 타보 음베키 남아프리카 공화국 대통령이 전격 퇴진하였고, 칼레마 모틀란테가 새 대통령으로 지명되었다.

## 2008년9월 19일
- 대한민국 국토해양부가 “국민 주거안정을 위한 도심공급 활성화 및 보금자리주택 건설방안”을 발표했다.

## 2008년9월 18일
- 볼프강 아마데우스 모차르트의 미공개 악보가 프랑스의 서부 낭트의 한 도서관에서 발굴됐다고 AP통신이 보도했다.

- 아이유가 엠카운트다운에서 데뷔한 날이다.

## 2008년9월 17일
- 2008년 하계 패럴림픽이 중화인민공화국 베이징에서 폐막되었다.
- YTN에서 뉴스 보도 중 임직원들이 '언론 장악 반대'라는 팻말을 들며 생방송 도중 기습 시위를 벌였다.

## 2008년9월 16일
- 미국 연방준비제도이사회는 아메리칸 인터내셔널 그룹에 850억 달러 규모의 대출을 제공한다고 공식 발표했다.

## 2008년9월 15일
- 서브프라임 모기지 사태의 여파로 리먼 브라더스는 파산보호를 신청하였고, 메릴린치는 뱅크오브아메리카에 인수되었다.

## 2008년9월 14일
- 러시아 페름에서 아예로플로트 노르드 소속 보잉 737 여객기가 엔진결함으로 인한 추락 사고가 발생, 탑승객 88명 전원이 사망하였다.

## 2008년9월 11일
- 베네수엘라 우고 차베스 대통령은 군부의 쿠데타 음모를 적발했다며 베네수엘라 주재 미국 대사를 추방했다.

## 2008년9월 10일
- 유럽입자물리연구소(CERN)가 우주 탄생의 비밀을 밝히기 위한 거대 하드론 충돌기의 가속기를 작동시켰다.
- 위장 탈북 간첩사건으로 체포된 여간첩 원정화의 첫 공판이 열렸다.

## 2008년9월 9일
- 서울 종로구 조계사 앞 우정국 공원에서 대화를 하던 '안티 이명박' 회원 3명에게 30대 남성이 칼을 휘둘러 2명에게 중상, 1명에게 경상을 입혔다.
- 타이의 사막 순다라벳 총리가 재임 중 TV 요리 쇼를 진행한 것이 공직자 겸직 금지 규정에 위반된다는 헌법재판소의 판결에 따라 총리직에서 물러났다.
- 조선민주주의인민공화국의 정부수립 60주년 행사에 김정일이 나타나지 않았고, 이로 인해 그에 대한 건강 이상설이 증폭, 보도되었다.
- 대한민국의 이명박 대통령이 TV로 중계되는 가운데 “국민과의 대화”를 가졌다.

## 2008년9월 8일
- 서울 노원구에서 대한민국의 배우 안재환의 시신이 발견되었다.

## 2008년9월 7일
- 미국 정부는 최대 2000억달러를 투입하여, 패니매와 프레디맥 등 양대 모기지 회사를 사실상 국유화하기로 결정했다.

## 2008년9월 6일
- 패럴림픽이 중화인민공화국 베이징에서 12일간의 일정(~9월 17일)으로 개막하였다.

## 2008년9월 3일
- 구글이 구글 크롬의 베타 버전을 공개하였다.

## 2008년9월 1일
- 후쿠다 야스오 제91대 일본 총리가 전격 사임하였다.